# Dieter Teuber
Dieter Teuber (* 12. Januar 1936 in Dresden; † 24. Januar 1974 in Frankfurt/Oder) war ein deutscher Maler.

## Leben und Werk
Teuber kam aus einer Dresdener Arbeiterfamilie. Nach dem Abschluss der 8. Klasse der Volksschule absolvierte er eine Lehre als Maler. Er arbeitete bis 1954 kurze Zeit in seinem Beruf und besuchte bis 1958 im Ausbildungszweig „Dekorative Malerei“ die Fachschule für angewandte Kunst in Berlin-Schöneweide. Von 1958 bis 1963 studierte er bei Kurt Robbel und Walter Womacka an der Hochschule für bildende und angewandte Kunst Berlin-Weißensee. Für sein Diplom schuf er ein Wandbild. Nach dem Studium lebte er in Bernau. Dort betreute er Laienzirkel im Kreiskulturhaus und hatte bis 1964 einen Werkvertrag mit dem Holzwerk Klosterfelde, was sich für ihn aus künstlerischer Sicht als unbefriedigend herausstellte. Ab 1968 arbeitete Teuber freischaffend in Frankfurt/Oder. Er schuf Bilder im Stil des sozialistischen Realismus, u. a. als Auftragsarbeiten, so eine Winterlandschaft für die Poliklinik Frankfurt/Oder, das Bild Im Rinderstall, das er hinsichtlich der Bildgestaltung später kritisch sah, und für die FDJ-Bezirksleitung Frankfurt das Gemälde Polytechnischer Unterricht (Mischtechnik, 120 × 90 cm, 1965). Für die Sonderschule Börnicke fertigte er Tafeln mit Motiven nach Fabeln von Lessing, Goethe und Krylow.
Ab 1969 war Teuber Assistent bei Günter Brendel an der Kunsthochschule Berlin-Weißensee.

## Weitere Werke (Auswahl)
- Kinderbildnis (Tafelbild, 1966; Brandenburgisches Landesmuseum für moderne Kunst, vormals Museum Junge Kunst, Frankfurt/Oder)[1]
- Lokheizer Karl B. (Tempera/Öl, 63,5 × 50 cm)[2]

## Ausstellungen (mutmaßlich unvollständig)
- 1964, 1969, 1976 und 1979: Frankfurt/Oder, Bezirkskunstausstellungen
- 1967/1968: Dresden, VI. Deutsche Kunstausstellung
- 1968: Halle/Saale, Staatliche Galerie Moritzburg („Sieger der Geschichte“)
- 1970: Berlin, Altes Museum („Im Geiste Lenins“)
- 1971: Berlin, Altes Museum („Das Antlitz der Arbeiterklasse in der bildenden Kunst der DDR“)